# Adamov
Adamov (německy Adamsthal) je město v okrese Blansko v Jihomoravském kraji, 12 km severně od Brna, na soutoku Svitavy a Křtinského potoka v hlubokém lesnatém údolí. Nadmořská výška dna údolí je v těchto místech kolem 230 metrů, městská obytná zástavba se však nachází i ve výškách nad 300 metrů a nejvyšší polohy katastru přesahují 400 metrů. Severovýchodně od zástavby města se rozkládá chráněná krajinná oblast Moravský kras. Žije zde přibližně 4 600 obyvatel. Co do rozlohy (3,78 km²) je druhým nejmenším městem v České republice.
Oblast je známa především v historii těženou železnou rudou a jejím zpracováním v Křtinském údolí a později i na místě dnešního Adamova. Zdejší železářský podnik, který dodával značnou část moravské produkce železa, na přelomu 19. a 20. století prošel transformací na strojírenský podnik. Vznikl zde první automobil se spalovacím motorem v Rakousku-Uhersku. Po druhé světové válce, kdy nesl podnik název Adamovské strojírny, převažovala v podniku tajná zbrojní výroba, ale také výroba polygrafických strojů a čerpací a měrné techniky.
Po roce 1989 byla zrušena zbrojní výroba a výroba čerpací a měrné techniky přesunut do dceřiné společnosti ADAST SYSTEMS, která vyrábí dodnes. Mateřská společnost zanikla v roce 2009.
Mezi nejvýznamnější památky ve městě patří kostel svaté Barbory se Světelským oltářem, který společně s farou, budovou školy a hřbitovem pocházejí z poloviny 19. století. Dále se v katastru Adamova nachází tzv. Stará huť.
Pro svůj bizarně nesourodý urbanismus s dominujícími panelovými bloky a průmyslovými brownfieldy má Adamov pověst mimořádně nehezkého města, což uznali i někteří jeho představitelé, postupně však dochází k různým revitalizacím. Bydlení v Adamově je navíc atraktivní díky výborné dostupnosti do Brna (zejména vlakem) a malebnému okolí plnému lesů.

## Název
Původně byla osada nalézající se u místních hamrů nazvána Staré Hamry (německy Althammer), okolo roku 1732 byla pojmenována podle tehdejšího knížete Josefa Jana Adama z Lichtenštejna Adamovem (německy Adamsthal).

## Historie

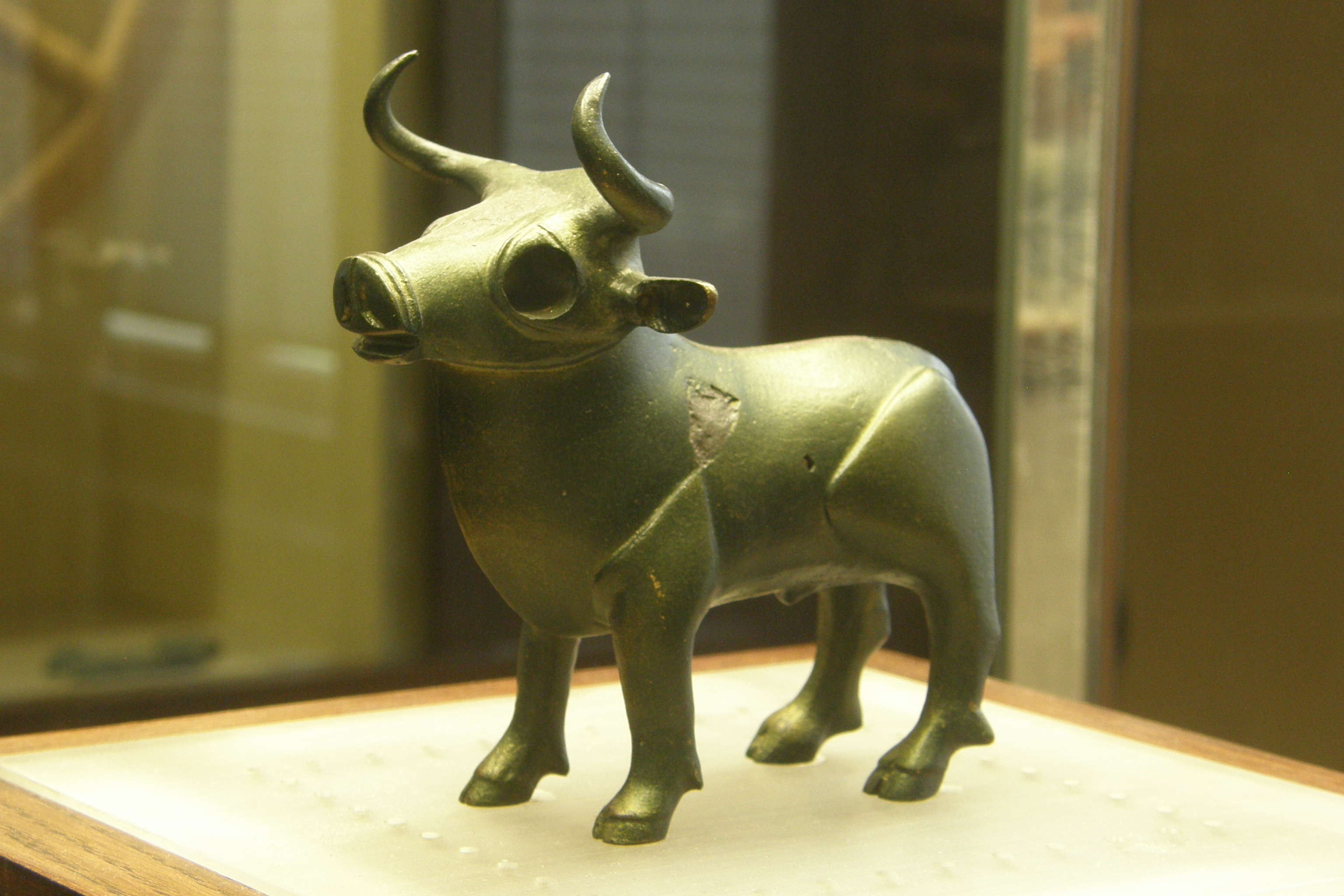
Kopie bronzového býčka v Přírodovědném muzeu ve Vídni

Počátek osídlování Adamovska spadá do období mladého paleolitu (17–11 tisíc let př. n. l.), kdy na toto území přišli lovci mamutů. Ti se usídlovali v jeskyních, mezi něž patří například Býčí skála, která se nachází cca 5 km východně od Adamova v Křtinském údolí. Roku 1869 tu byl nalezen bronzový býček a o tři roky později pak při větších archeologických průzkumech vedených Jindřichem Wankelem soubor archeologických předmětů. Nálezy z Býčí skály jsou vystaveny v Přírodovědném muzeu ve Vídni.
Historie Adamova byla od prvopočátku spojena se železářskou výrobou, jejíž kořeny zde sahají až do roku 1360. Tehdy tuto oblast vlastnil majitel hradu Ronova Čeněk Krušina z Lichtenburka, který však zemřel bezdětný, a panství poté připadlo moravskému markraběti Joštovi. Ten jako centrum panství zde postavil Nový hrad. Původní osada se jmenovala Hamry či Staré Hamry podle hamrů, jež zde stály. První zmínky o nich pocházejí z roku 1506. Po smrti markraběte Jošta přešlo zdejší území do vlastnictví českých králů, kteří ho pronajímali šlechtickým rodům, z nichž k nejvýznamnějším patřili Boskovicové a páni z Kunštátu. Když v roce 1597 zemřel poslední mužský potomek Černohorských z Boskovic Jan Šembera z Boskovic, panství vyženil s jeho dcerou Kateřinou Maxmilián z Lichtenštejna. Ten roku 1643 zemřel bezdětný a jeho majetek zdědil synovec Karel Eusebius z Lichtenštejna.
Za Lichtenštejnů začalo docházet k postupnému rozvoji průmyslu. Patrně od roku 1732 nese osada jméno Adamov, a to podle Adama Josefa z Lichtenštejna, majitele zdejších železáren. Roku 1832 se pak Adamov stal samostatnou obcí. K jeho rozvoji a spolu s ním i rozkvětu místních průmyslových podniků došlo po roce 1849, kdy byla dobudována železniční trať Brno – Česká Třebová, součást 1. železničního koridoru. Dne 15. prosince 1850 byl zřízen v obci poštovní úřad, který disponoval od roku 1880 telegrafním a 1905 telefonním spojením. Alois II. z Lichtenštejna nechal zbudovat v centru obce čtyři pro Adamov významné stavby, a sice kostel svaté Barbory, postavený v letech 1855 až 1857, jemuž věnoval tzv. Světelský oltář. Dalšími stavbami jsou hřbitov, fara a budova pro potřeby školy. Tyto objekty byly postaveny ve shodném novogotickém slohu.

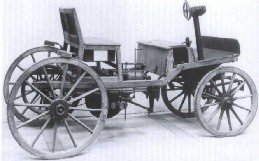
Marcusův automobil

Od 1. ledna 1880 byly adamovské železárny pronajaty na 25 let firmě Märky, Bromovský a Schulz. Po uplynutí této doby, tedy v roce 1905, bylo rozhodnuto o jejich prodeji. Celý podnik, čítající takřka třicet výrobních a pomocných objektů, koupila za 480 000 rakouských korun tatáž firma, jež jej doposavad měla v nájmu. Společnost se ovšem mezitím přejmenovala na Bromovský, Schulz a Sohr. V roce 1889 byl v Adamově vyroben Marcusův automobil, který byl prvním automobilem s benzínovým čtyřtaktním motorem na území Rakouska-Uherska (kopřivnický Präsident vznikl o osm let později). V 19. století byla v Adamově vybudována řada letních sídel, především zámožnějších obyvatel Brna.

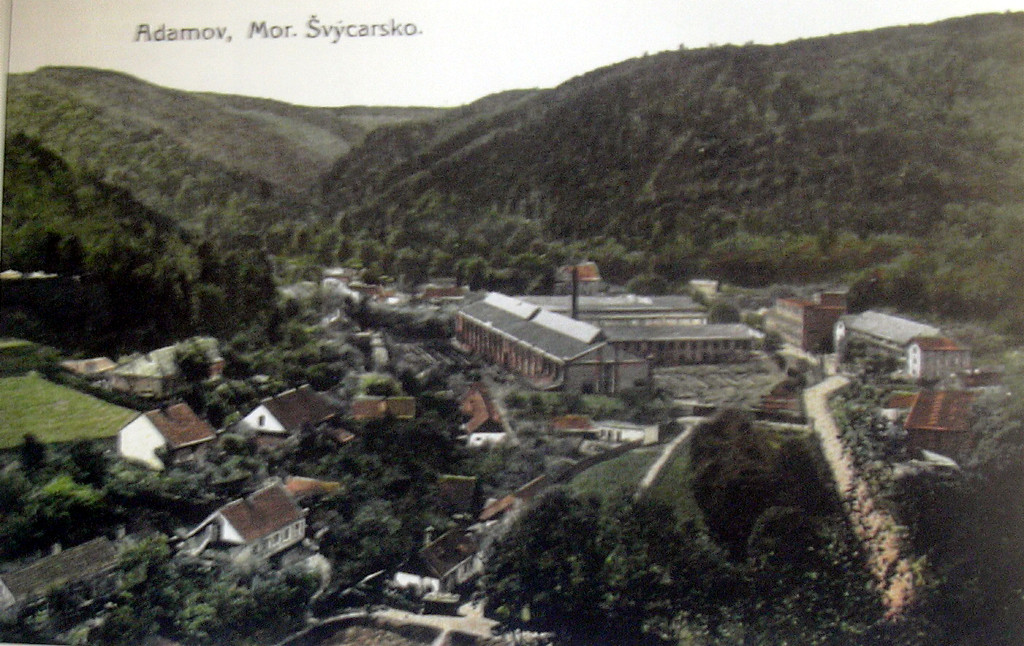
Adamov rok 1916

Poté, co vznikla první Československá republika, převzaly adamovské průmyslové podniky Škodovy závody v Plzni. Ve třicátých letech 20. století a za druhé světové války zde probíhala mohutná zbrojní výroba, v níž jednu dobu pracovalo na 8000 zaměstnanců, i když Adamov samotný měl něco kolem jednoho tisíce obyvatel. Na konci války, kdy německé vojsko ustupovalo, bylo rozhodnuto o zničení adamovského závodu. Tehdy docházelo k rozbíjení všeho, co nešlo evakuovat. Za oběť tomu tak padla většina strojů, budov a několik objektů vyletělo do povětří. Navíc byla vypálena i administrativní budova. Celková škoda překročila částku 164 milionů korun.
V roce 1945 došlo ke znárodnění zdejších Škodových závodů a v roce 1952 byly přejmenovány na Adamovské strojírny (Adast). V poválečném období se s růstem strojíren postupně zvyšoval i počet obyvatel Adamova. V roce 1947 se započalo s budováním nové adamovské čtvrti tzv. Na kolonii, která se nacházela jižně od centra obce. Nad touto čtvrtí se roku 1951 zahájilo s výstavbou čtvrti další, tzv. Ptačiny, jež se skládala ze třiceti dřevěných domků typu Hartl a čtyřiadvaceti cihlových bytovek. V těchto letech byla také v Adamově zavedena výroba polygrafických strojů a čerpací a měrné techniky. V roce 1960 byl Adamov začleněn do okresu Blansko, v roce 1964 byl pak povýšen na město. V dalších letech se zvyšoval export polygrafických strojů, ale jeho další rozvoj brzdila intenzivní tajná vojenská výroba, určená především pro vývoz.
V 70. a 80. letech začala výstavba dalších obytných panelových bloků. Na počátku 90. let 20. století byla ekonomika města výrazně postižena konverzí zbrojního průmyslu.

## Přírodní poměry
Adamov se nachází v jižním výběžku okresu Blansko, uprostřed severní části Jihomoravského kraje, přibližně 15 km severně od krajského města Brna a 10 km jižně od okresního střediska Blanska. Výměra katastrálního území Adamov, ve kterém se město nachází, činí 3,78 km². Sousedí s obcemi Olomučany a Habrůvka v okrese Blansko, obcemi Babice nad Svitavou, Bílovice nad Svitavou a Vranov v okrese Brno-venkov a na jihozápadě se v jednom bodě dotýká území města Brna (část Brno-Útěchov).
Katastr Adamova je poměrně stísněný, na některých míst končí hned za zástavbou. Část východní hranice je vedena klikatě podél lesních serpentin, na severovýchodě se táhne dlouhý úzký výběžek údolím Křtinského potoka až k osadě Josefov.

### Geologická stavba, reliéf a půdy
Drahanská vrchovina, která tvoří geologický profil širokého okolí Adamova, je geomorfologickým celkem spadajícím pod Brněnskou vrchovinu. Je rozdělena na tři části – Moravský kras, Konickou vrchovinu a Adamovskou vrchovinu. Východní okraj Adamovské vrchoviny prořezává průlomové údolí řeky Svitavy.
V tomto údolí se Adamov nachází, centrum města konkrétně na soutoku řeky Svitavy a Křtinského potoka. Nadmořská výška dna údolí se pohybuje okolo 230 metrů nad mořem. Území se vyznačuje lesnatým a velmi hornatým charakterem, díky kterému se obydlená zástavba zvedá až do výše nad 300 metrů, blízká Alexandrova rozhledna (televizní převaděč pro Adamov) se pak tyčí ve výši 527 metrů nad mořem.

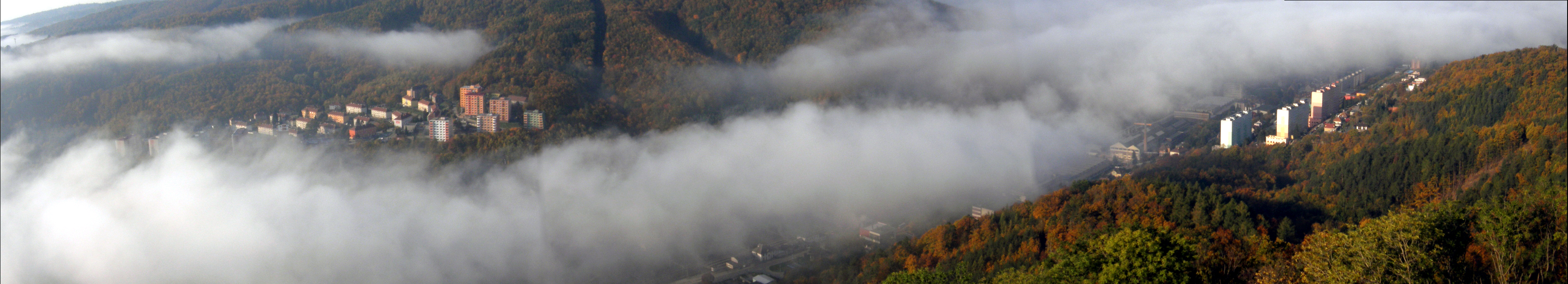
Svitavské údolí s adamovskými čtvrtěmi – vlevo Adamov III., vpravo Adamov I.; část II. je zahalena mlhou společně s většinou údolí (foceno z Alexandrovy rozhledny)

## Obyvatelstvo

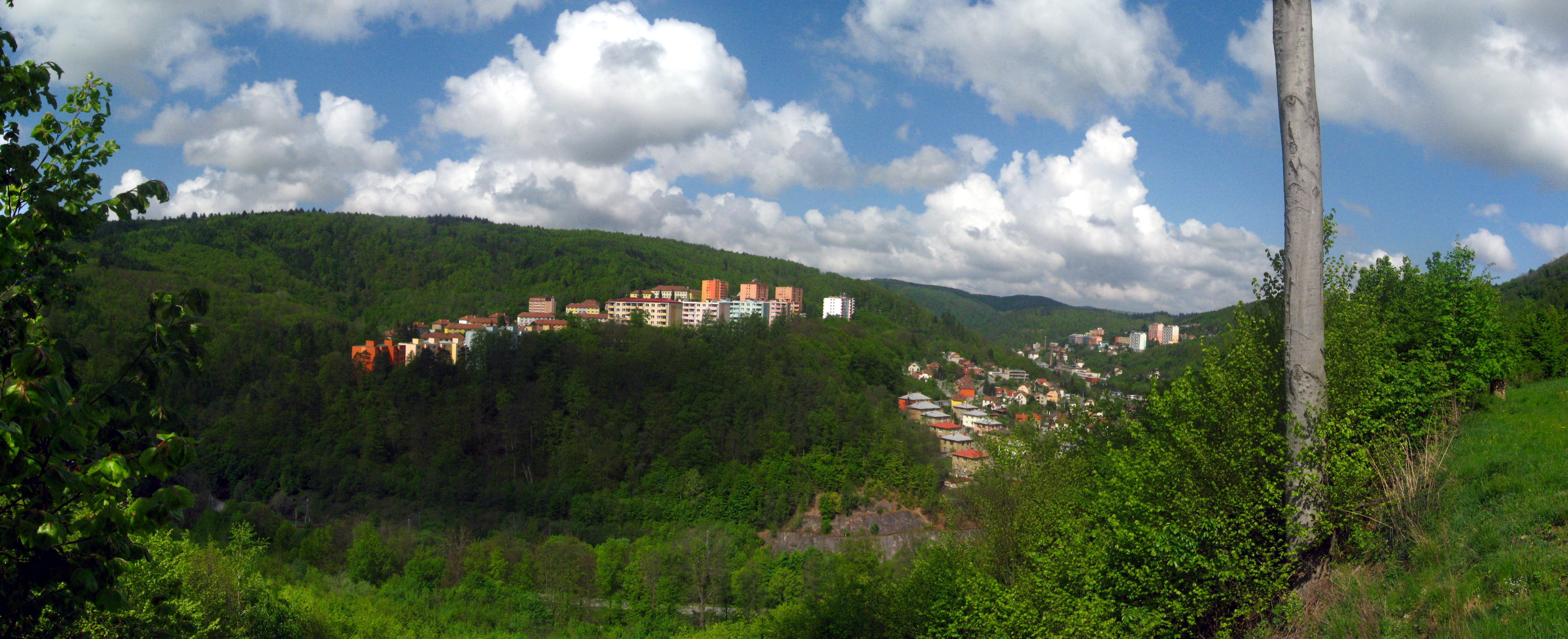
Pohled na Adamov z jihovýchodu

Přestože byl Adamov ustanoven jako samostatná obec již v roce 1732 (tehdy ještě jako Hamry), první sčítání, které se v pramenech objevuje, je z roku 1754. Tehdy se zde nacházelo 21 obytných domů zaměstnanců hamrů. Celkem zde bydlelo 150 obyvatel.
S postupným rozvojem zdejších železáren resp. strojíren, které zaměstnávaly většinu místních, se zvyšoval i počet obyvatel. Proto se například již v roce 1771 uvádí 221 obyvatel, roku 1857 634 obyvatel, roku 1880 953 obyvatel, roku 1900 792 obyvatel.
V 20. letech 20. století překročil počet obyvatel hranici jednoho tisíce. Na konci druhé světové války je uváděno již 2 512 obyvatel. V poválečné době docházelo k výstavbě nových sídlišť pro stovky nových zaměstnanců strojíren. Díky tomu počet obyvatel v 50. letech přehoupl třítisícovou hranici, v 70. letech pak hranici čtyř i pětitisícovou.
V 90. letech pak byla dosažena horní hranice počtu obyvatel – v roce 1997 to tvořilo 5 146 obyvatel. V těchto letech už zaznamenávají Adamovské strojírny finanční problémy, které mají za následek propouštění, a to v nepravidelných vlnách až do roku 2009, kdy firma (mezitím přejmenovaná na Adast) vstoupila do likvidace. V této době Adamov zaznamenává pozvolné snižování populace.
V roce 2013 byl počet obyvatel v Adamově celkem 4 591. V následujícím roce byl úbytek i přírůstek obyvatel zhruba na stejné úrovni.

### Struktura
Vývoj počtu obyvatel za celou obec i za jeho jednotlivé části uvádí tabulka níže, ve které se zobrazuje i příslušnost jednotlivých částí k obci či následné odtržení.
| Místní části   | Místní části | 1869 | 1880 | 1890 | 1900 | 1910 | 1921 | 1930  | 1950  | 1961  | 1970  | 1980  | 1991  | 2001  | 2011  | 2021  |
| -------------- | ------------ | ---- | ---- | ---- | ---- | ---- | ---- | ----- | ----- | ----- | ----- | ----- | ----- | ----- | ----- | ----- |
| Počet obyvatel | část Adamov  | 902  | 953  | 728  | 792  | 816  | 998  | 1 148 | 2 090 | 3 139 | 3 787 | 5 088 | 5 089 | 4 970 | 4 591 | 4 446 |
| Počet domů     | část Adamov  | 80   | 80   | 78   | 82   | 100  | 113  | 157   | 236   | 268   | 262   | 281   | 301   | 295   | 318   | 328   |

## Správa a členění města
Adamov začal vznikat u průmyslového areálu železáren při soutoku Svitavy a Křtinského potoka. Tato část Adamova se dnes nazývá jako Starý Adamov. Při postupném rozšiřování obce se ve 20. letech 20. století stavebně zastavovaly parcely cca 1 km jihovýchodním směrem na druhé straně železniční tratě. Tento prostor získal název Kolonie či Kolonka.
V 50. letech začala vyrůstat bytová zástavba na kopci nad zmíněnou Kolonií. Tato část Adamova získala svůj název podle nedaleké studánky Ptačí svatyně, z čehož se vyvinul současný název Ptačina. V době socialismu byl používán název Čtvrť Klementa Gottwalda.
Adamov je tvořen jedinou místní částí a katastrálním územím, neoficiálně je rozdělen na Adamov I (Starý Adamov), Adamov II (Kolonie) a Adamov III (Ptačina). Odloučenou součástí města je část osady Josefov ve Křtinském údolí.
Město je součástí správního obvodu ORP Blansko, přičemž má pověřený obecní úřad spravující pouze samotný Adamov.

### Zastupitelstvo a starosta
Prvním známým starostou byl v letech 1864–1867 Karel Rumler, který zemřel 31. července 1876 při výbuchu prachového mlýna ve Křtinském údolí. V roce 1919 byl poprvé zvolen dlouholetý starosta Jen Bechleba. V letech 1998–2006 byl starostou Jaroslav Bernášek.
Ve volebním období 2010 až 2014 stál v čele města starosta Roman Pilát, místostarostou pak byl Jiří Němec (ODS), který město vedl coby starosta ve volebním období 2006–2010. Stejné vedení je již v současně čtvrtým volebním období po sobě; zvoleni byli v roce 2014, 2018 a 2022.

### Znak města

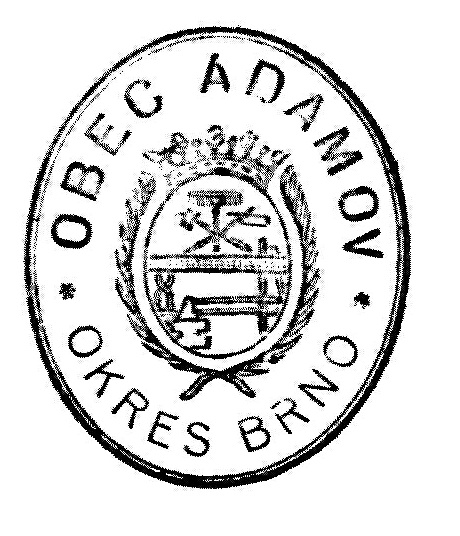
Adamovský znak užívaný od roku 1749 do 20. století

Současný adamovský znak přijatý v roce 1972

Na počátku 18. století měl Adamov společnou pečeť s osadou Jezerky. V jejím pečetním poli se nacházel Josef Jan Adam z Lichtenštejna s pozdviženou pravicí. Nápis na pečeti byl Peczet obczy Jezerka. V roce 1749 Adamov použil svou vlastní pečeť. Tato pečeť měla tvar oválu o rozměrech 28 mm na výšku a 25 mm na šířku. Pečeť se skládala z oválného barokního štítu zdobeného na bocích palmovými listy, jejichž stopky se stýkají pod štítem. V polovině štítu bylo umístěno břevno, které jej dělilo na dvě poloviny. Nad břevnem bylo umístěno kladivo zkřížené s kosou, v místě zkřížení byly kolmo umístěné hrábě. V dolní půlce štítu se nacházela kovadlina, na niž byly umístěny kleště a hamerské kladivo. Nad štítem se nacházel znak převzatý od Josefa Adama – koruna s pěti lístky. Tato pečeť se používala až do 20. století.
V roce 1971 byla vypsána městem Adamov soutěž na návrh městského znaku. Vítězný návrh byl od J. Kosteleckého, který byl přijat 17. dubna 1972. Znak je v podobě stříbrného gotického štítu, ve kterém je vyobrazena železářská pec naznačující železářskou tradici, nad kterou se rozbíhají do stran plameny symbolizují dělnou tradici minulosti. Nad pecí se dále nachází kolo s polovinou ozubení stříbrné barvy vyznačující novodobý strojírenský rozvoj. Pod pecí se nachází hnědá ostrev se třemi suky, představující přírodní bohatství okolních lesů. V roce 1994 proběhla revize znaku, kterou následně schválila heraldická komise Poslanecké sněmovny. Byly mírně upravovány plameny a ozubené kolo.

### Vlajka města

Vlajka města Adamova

V průběhu roku 2020 bylo rozhodnuto Kulturně informační komisí zabývat se možností pořízení vlajky. Vítězný návrh vlajky, který dne 16. září 2020 schválilo Zastupitelstvo města Adamova, zaslala společnost Velebný a Fam, s. r. o., z Ústí nad Orlicí Dne 6. ledna 2021 bylo rozhodnutím č. 89 předsedy Poslanecké sněmovny udělena městu vlajka.
Blason vlajku popisuje následovně:
| „ | Červeno-bílo-červený svisle dělený list v poměru 1:3:1. Uprostřed černá kvádrovaná vysoká pec s prázdným topeništěm, z níž šlehají červené plameny. Nad nimi černé kolo s horní ozubenou polovinou. Pod pecí postavená hnědá ostrev o třech sucích. Poměr šířky k délce listu je 2:3. | “ |

Vlajka byla dne 17. listopadu slavnostně požehnána farářem P. Pavlem Lazárkem v Městském kulturním středisku.

## Hospodářství

### Zemědělství a ostatní prvovýroba
Protože terén v Adamově a okolí neumožňoval obhospodařování velkých polí, hrálo zde zemědělství vždy malou úlohu. Na počátku 50. let přesto bylo rozhodnuto o založení Jednotného zemědělského družstva. To obhospodařovalo na Horce ovocné stromy, které zde byly vysázeny. Kvůli rozvoji bytových kapacit však ovocný sad musel ustoupit výstavbě a proto již v roce 1967 družstvo zaniklo.

### Průmysl

#### Adamovské strojírny
Historie Adamova byla od prvopočátku spojena se železářskou výrobou, jejíž kořeny zde sahají až do roku 1360. V té době se zde nacházely hamry, které také daly název původní osadě – Hamry nebo Staré Hamry.
V roce 1643 se panství dostává do rukou Lichtenštejnů, za kterých začalo docházet k postupnému rozvoji průmyslu. Od 1. ledna 1880 byly adamovské železárny pronajaty na 25 let firmě Märky, Bromovský a Schulz. Po uplynutí této doby, tedy v roce 1905, bylo rozhodnuto o jejich prodeji. Celý podnik, čítající takřka třicet výrobních a pomocných objektů, koupila za 480 000 rakouských korun tatáž firma, jež jej doposavad měla v nájmu. Společnost se ovšem mezitím přejmenovala na Bromovský, Schulz a Sohr.

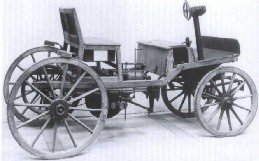
Marcusův automobil

V roce 1889 byl v Adamově vyroben Marcusův automobil, který byl prvním automobilem s benzínovým čtyřtaktním motorem na území Rakouska-Uherska (kopřivnický Präsident vznikl o osm let později).
Místní průmyslový podnik po vzniku Československé republiky vystřídal několikrát majitele, až jej nakonec v roce 1933 převzaly Škodovy závody v Plzni. Ve třicátých letech 20. století a za druhé světové války zde probíhala mohutná zbrojní výroba, v níž jednu dobu pracovalo na 8000 zaměstnanců, i když Adamov samotný měl něco kolem jednoho tisíce obyvatel. Na konci války, kdy německé vojsko ustupovalo, bylo rozhodnuto o zničení adamovského závodu. Němečtí vojáci rozbíjeli všeho, co nešlo evakuovat. Za oběť tomu tak padla většina strojů, budov a několik objektů bylo vyhozeno do povětří. Navíc byla vypálena i administrativní budova. Celková škoda překročila částku 164 milionů korun.
V roce 1945 došlo ke znárodnění zdejších Škodových závodů a v roce 1952 byly přejmenovány na Adamovské strojírny (Adast). O rok později byla do místního závodu přesunuta výroba polygrafických strojů. V dalších letech se zvyšoval export polygrafických strojů, ale jeho další rozvoj brzdila intenzivní tajná vojenská výroba, určená především pro vývoz. Na počátku 90. let 20. století byla proto ekonomika města výrazně postižena konverzí zbrojního průmyslu.
Adamovské strojírny vyhlásily v roce 2002 bankrot. V následujícím roce byly celé strojírny odkoupeny za 85 milionů slovenskou firmou Penta. Roku 2008 byly opět prodány, tentokrát pražské společnosti J 23. O rok později byl na strojírny podán insolventní návrh. V květnu vstoupil podnik do likvidace.

#### Adast Systems

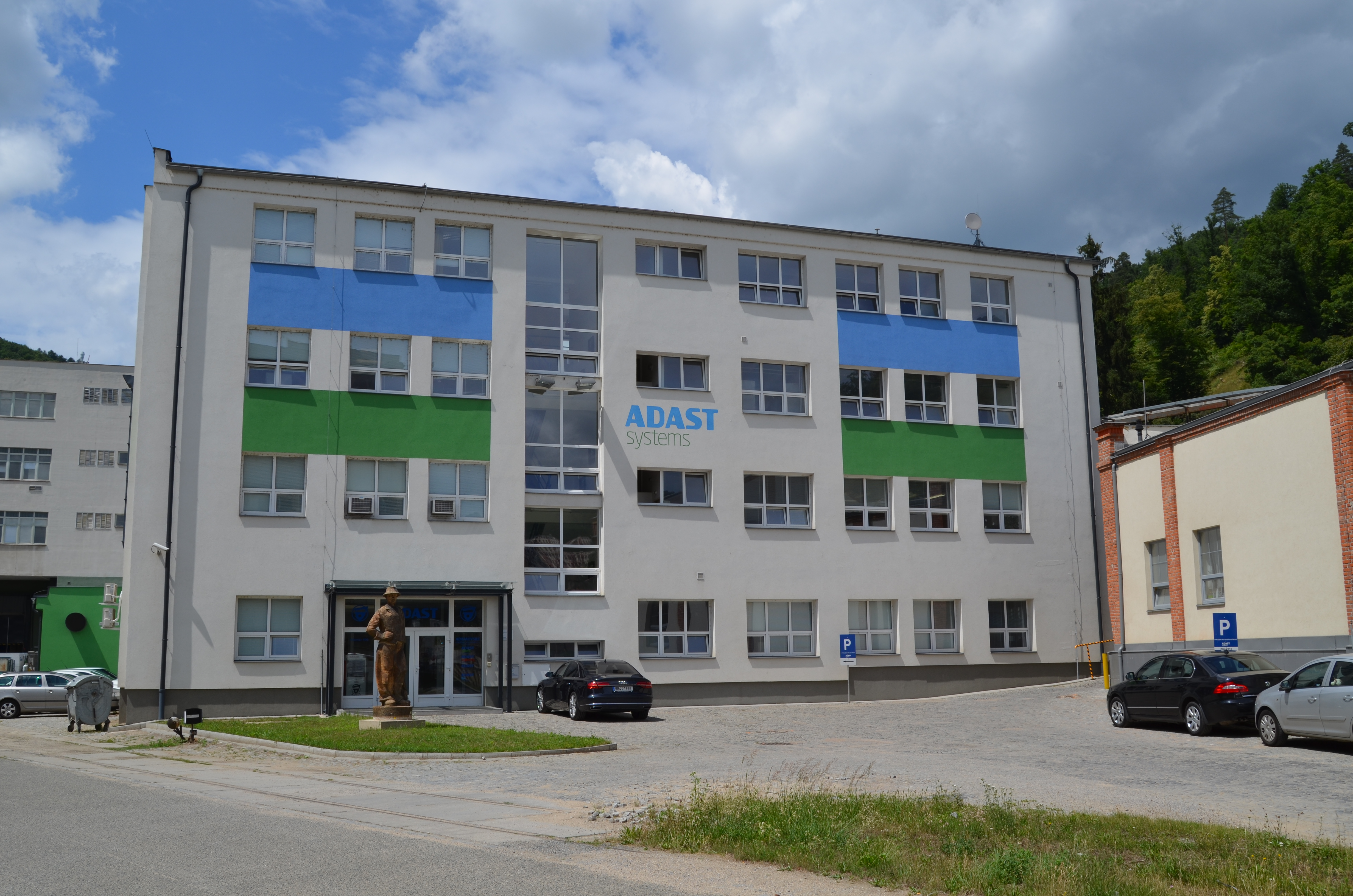
Sídlo společnosti Adast Systems

Ze zdejší výroby byla zachována výroba měrné a čerpací techniky, která se v roce 1993 ze závodu vyčlenila do dceřiné společnosti ADAST SYSTEMS, a. s. Roku 2003 se změnil vlastník společnosti a ta od této chvíle nesla název ADAMOV - SYSTEMS, a. s. Tímto taktéž společnost vypustila ze svého loga znak Adamovských strojíren, které používala. O pět let později se společnost vrátila k názvu Adast Systems, a. s.

#### Ostatní podniky
Mezi dalšími podniky, které v Adamově sídlí v bývalém areálu Adamovských strojíren, patří společnosti Eden Europe, s.r.o., která se zabývá výrobou regálových systémů, EXPONO Steelforce, a.s., jenž dodává hutních materiálů či TENZA cast, a.s. vyrábějící zinkové odlitky.

### Služby
Ve městě byly do roku 2023 zřízeny dvě pobočky České pošty (jedna v A-centru na Nádražní ulici a druhá v domě služeb na Družstevní ulici) V roce 2023 byla pobočka pošty na ulici Družstevní uzavřena z důvodu velkého rušení poboček České pošty v celé republice. Na bezpečnost dohlíží městská policie zřízená v roce 1992. V domě číslo popisné 436 v Fibichově ulici má svou zbrojnici místní jednotka dobrovolných hasičů. V A-centru se také nachází supermarket Albert.

## Doprava

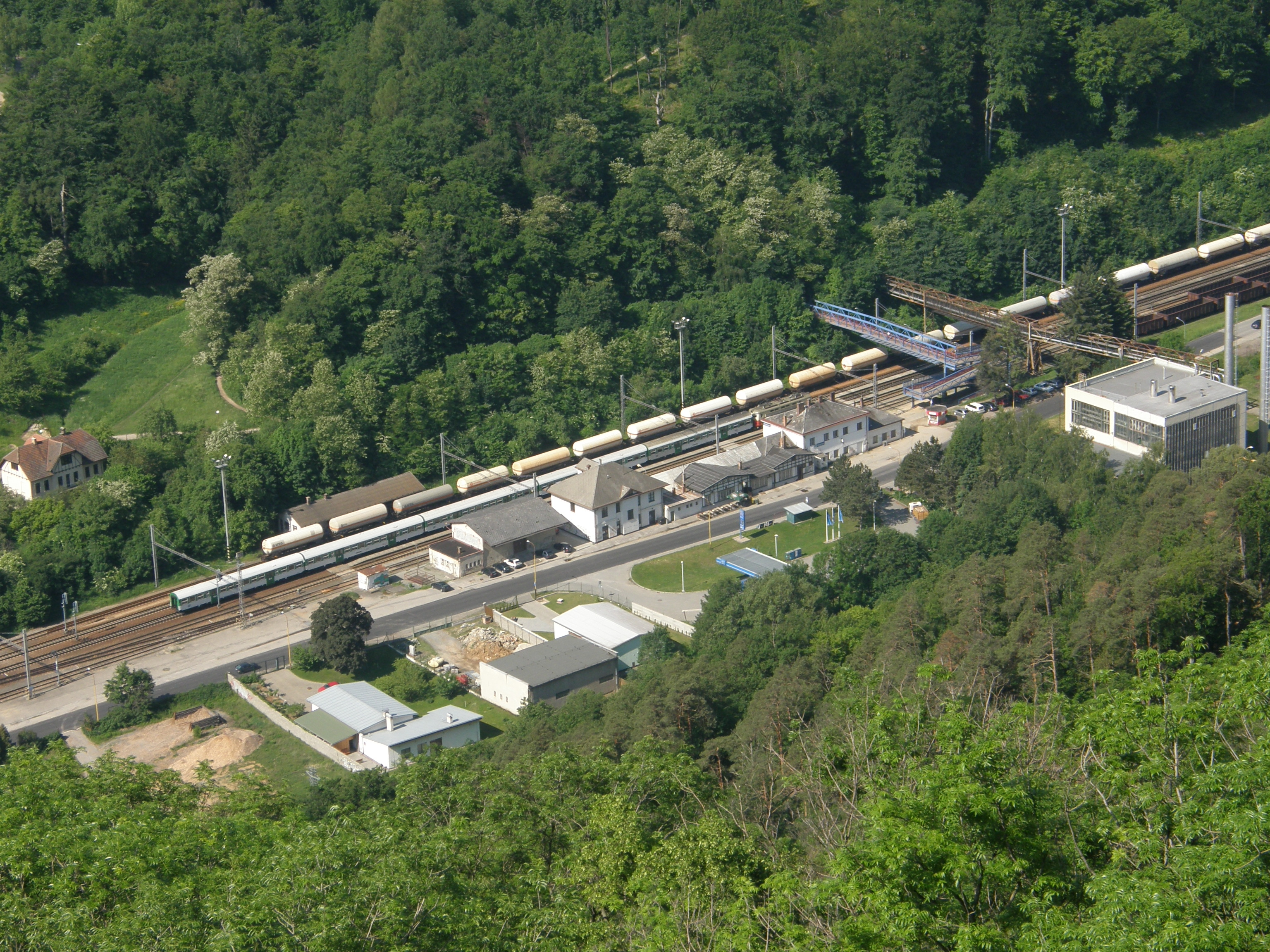
Železniční nádraží v Adamově

Již během 40. let 19. století byla adamovským údolím postavena jedna z prvních železnic v českých zemích. V roce 1849 Rakouská společnost státní dráhy otevřela železniční trať spojující Brno s Českou Třebovou, s nádražím jihovýchodně od centra Adamova. Roku 1869 byla trať zdvoukolejněna. Železnice hrála velkou roli v rozvoji místních železáren, díky ní nastal rozkvět místního průmyslu. Později na ní vznikla ještě zastávka Adamov zastávka u centra města. Původní stanice Adamov má však také výhodnou polohu, uprostřed mezi severní a jižní částí města.
Roku 1998 byly dokončeny práce na elektrifikaci trati a od roku 1999 je součástí Prvního železničního koridoru, s intenzivním provozem osobní, rychlíkové i nákladní dopravy.
Kvalitního spojení s okolím v podobě asfaltové silnice se Adamov dočkal v roce 1937, kdy byla po několikaletých urgencích adamovských zastupitelů na různých odpovědných místech vybudována silnice z Brna kolem řeky Svitavy přes Bílovice nad Svitavou až do Adamova. Směrem na Blansko silnice údolím Svitavy nepokračuje (pouze železnice a cyklostezka), místo toho odbočuje do údolí Křtinského potoka do Josefova, kde se rozděluje směr Olomučany a Blansko a směr Křtiny. Třetí silniční spojení má Adamov s brněnskou částí Útěchov skrz Lesní cestu Hrádková.
Silnice z Bílovic nad Svitavou do Adamova byla do roku 2023 slepě zakončeným úsekem silnice II/374. Pak byla degradována a spojena s úsekem silnice III. třídy Adamov-Křtiny, od té doby vede Adamovem pouze silnice III/37445 z Bílovic nad Svitavou do Křtin a již zmíněna lesní cesta Hrádková z Adamova do městské části Brno-Útěchov.
Od roku 1968 je v Adamově zřízena městská autobusová doprava, kterou provozuje ČAD Blansko. MHD je zahrnuta v Integrovaném dopravním systému Jihomoravského kraje (linka 215).

## Společnost

### Školství

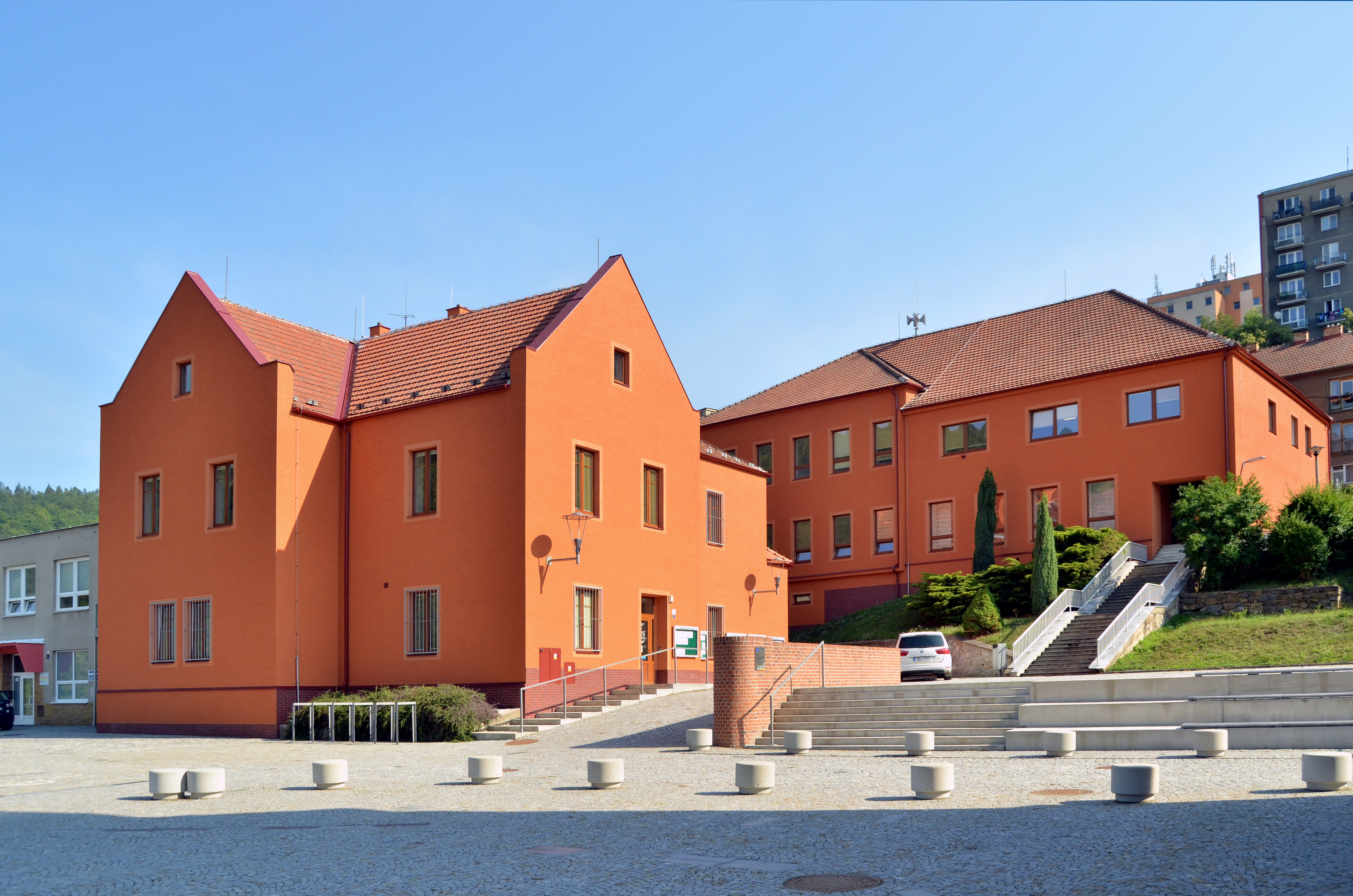
Vlevo budova postavená v roce 1857 pro potřeby školy. Dnes v budově sídlí městský úřad a městská policie. Vpravo druhá budova městského úřadu postavená na přelomu 80. a 90. let

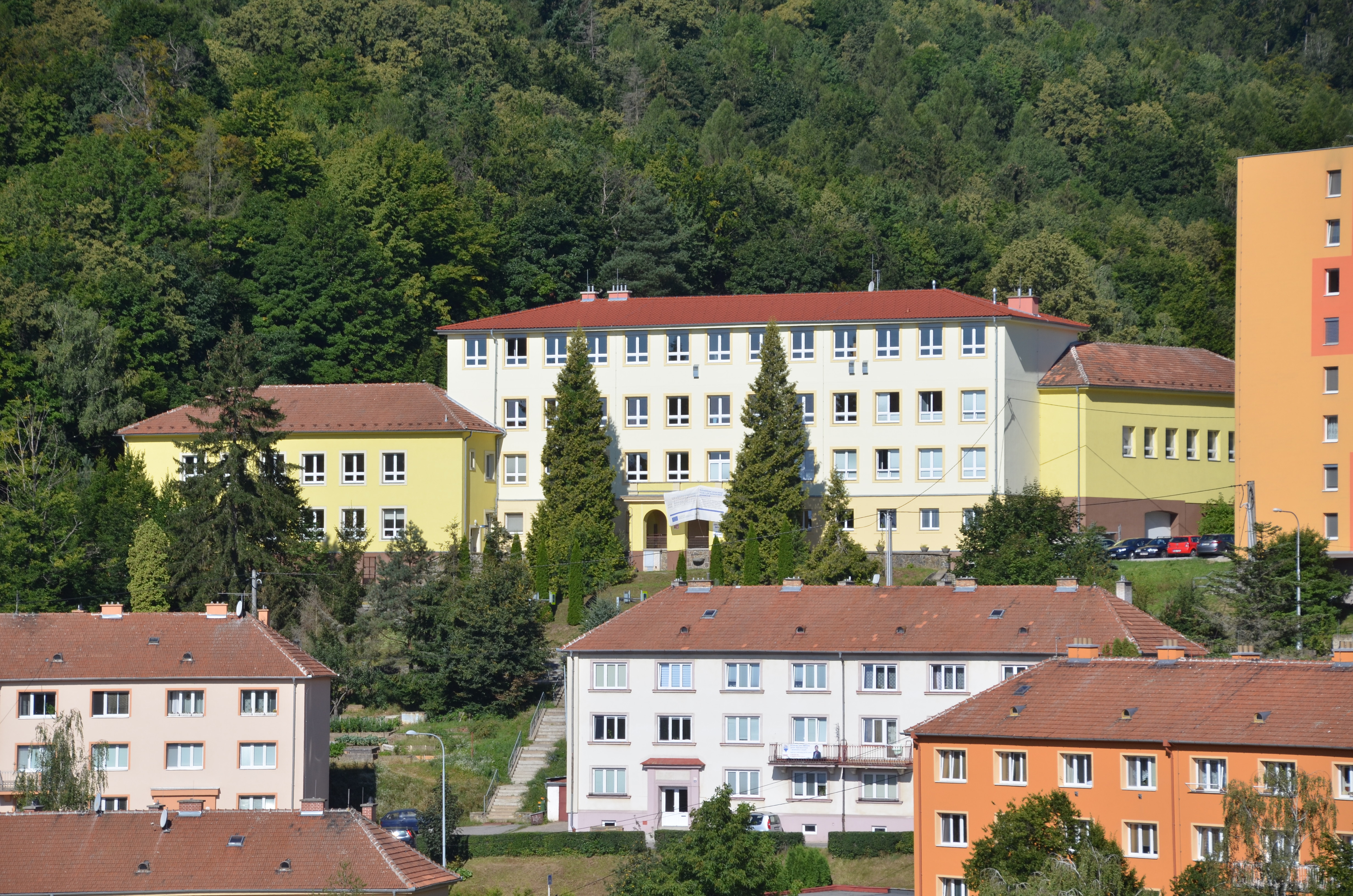
Budova Základní školy postavená v roce 1956

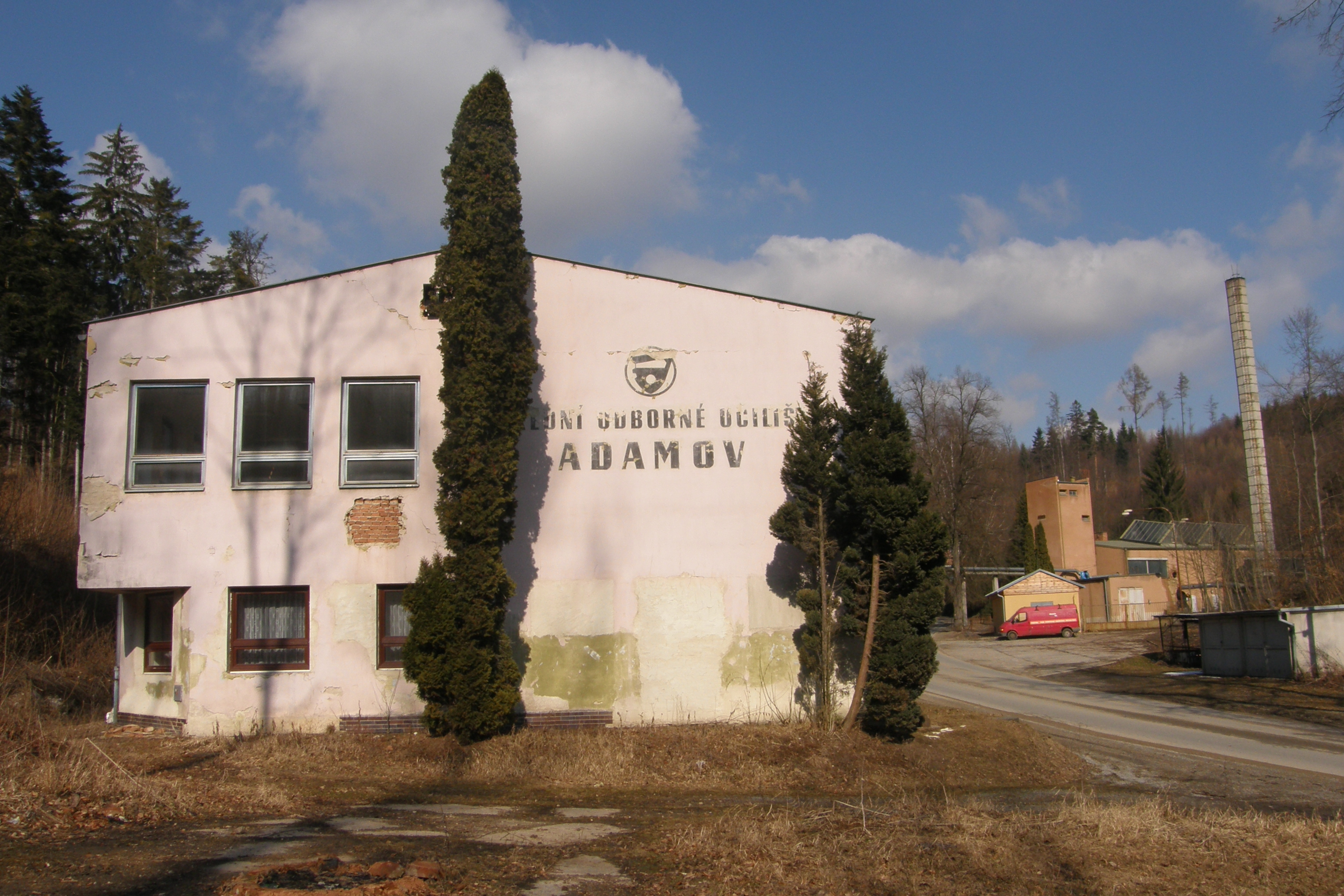
Učňovské dílny v Josefově Adamovských strojíren Adamov

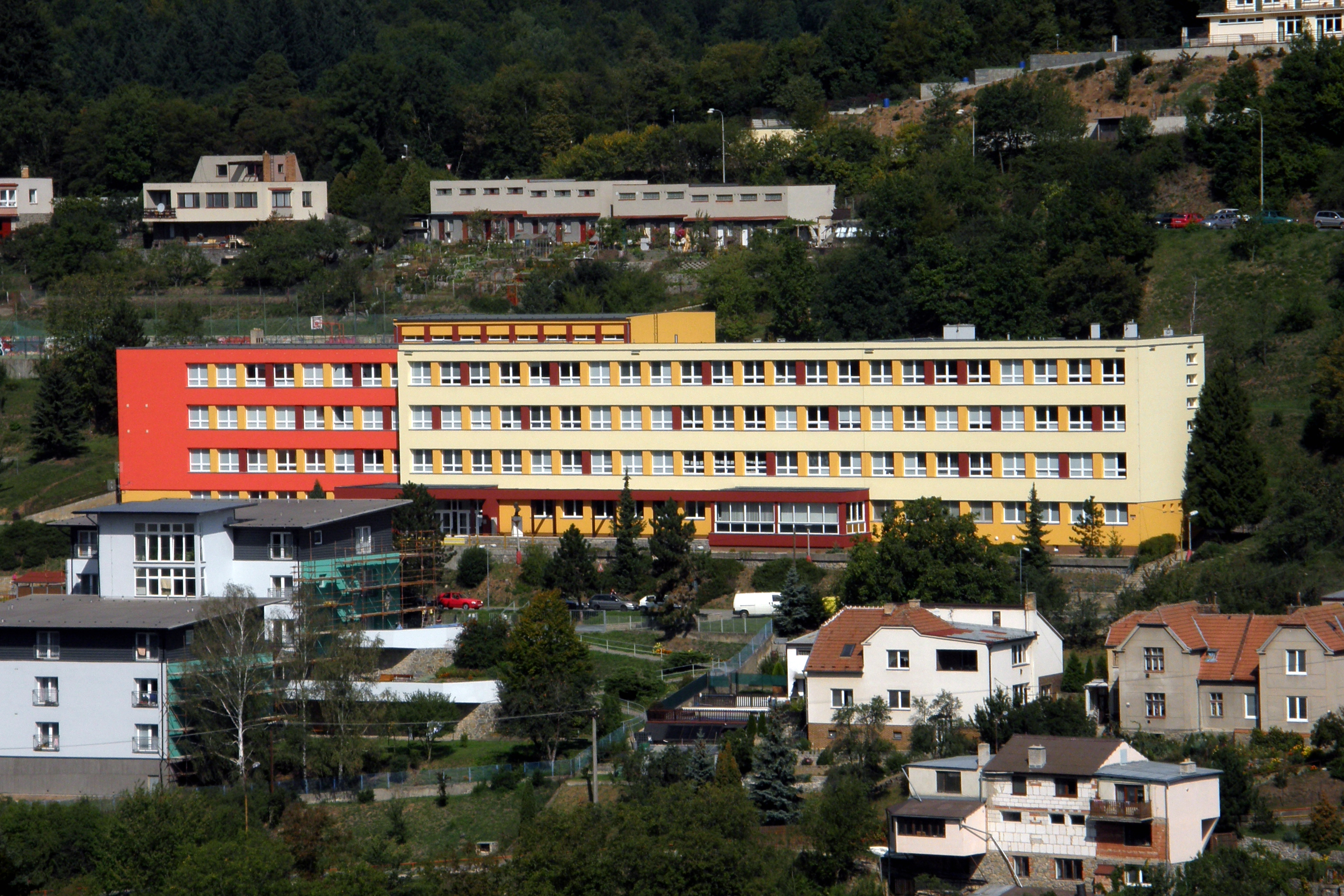
Budova Základní školy postavená v roce 1966

Počátky školství v Adamově spadají do 2. poloviny 18. století. V roce 1780 se začalo vyučovat čtení, psaní a počítání v domě číslo 7. Prvním známým učitelem byl Jan Procházka, který vyučoval v letech 1814–1850.
Dne 1. listopadu 1857 byla otevřena nová budova školy, kterou nechal společně s kostelem svaté Barbory, farou a hřbitovem postavit majitel místních železáren Alois II. z Lichtenštejna. V 70. letech 19. století zaznamenalo místní školství vlnu germanizačních snah. V novém školním roce 1872/1873 bylo započato s výukou německého jazyka. Tato tu vydržela do roku 1882, kdy byla zrušena.
Od roku 1920 se vyučovalo taktéž v budově bývalé vily brněnského advokáta německého původu Friedricha Kloba. Dne 3. října 1926 došlo k slavnostnímu otevření nově postavené budovy měšťanské školy, která se tak stala ozdobou obce.
Konec druhé světové války přinesl přerušení školní výuky a značné poškození školy a jejího vybavení od německých vojáků a sovětského bombardování.
Dne 17. prosince 1956 se započalo vyučovat v nové škole ve čtvrti Klementa Gottwalda. O deset let později byla dne 2. října otevřena další budova školy, tentokrát na Horce. V roce 1976 byla tato budova rozšířena o přístavbu. Postupně se vyučování omezilo pouze na tyto dvě budovy, v nichž se vyučuje dodnes.
Kromě základních škol byly v Adamově zřízeny učňovské obory pod záštitou Adamovských strojíren (později SOU strojírenské), které zanikly, dále Soukromá střední škola obchodu, služeb a provozu hotelů, taktéž zaniklá, a Základní umělecká škola. Základní škola a mateřská škola od roku 2005 působí jako jedna příspěvková organizace.

### Kultura

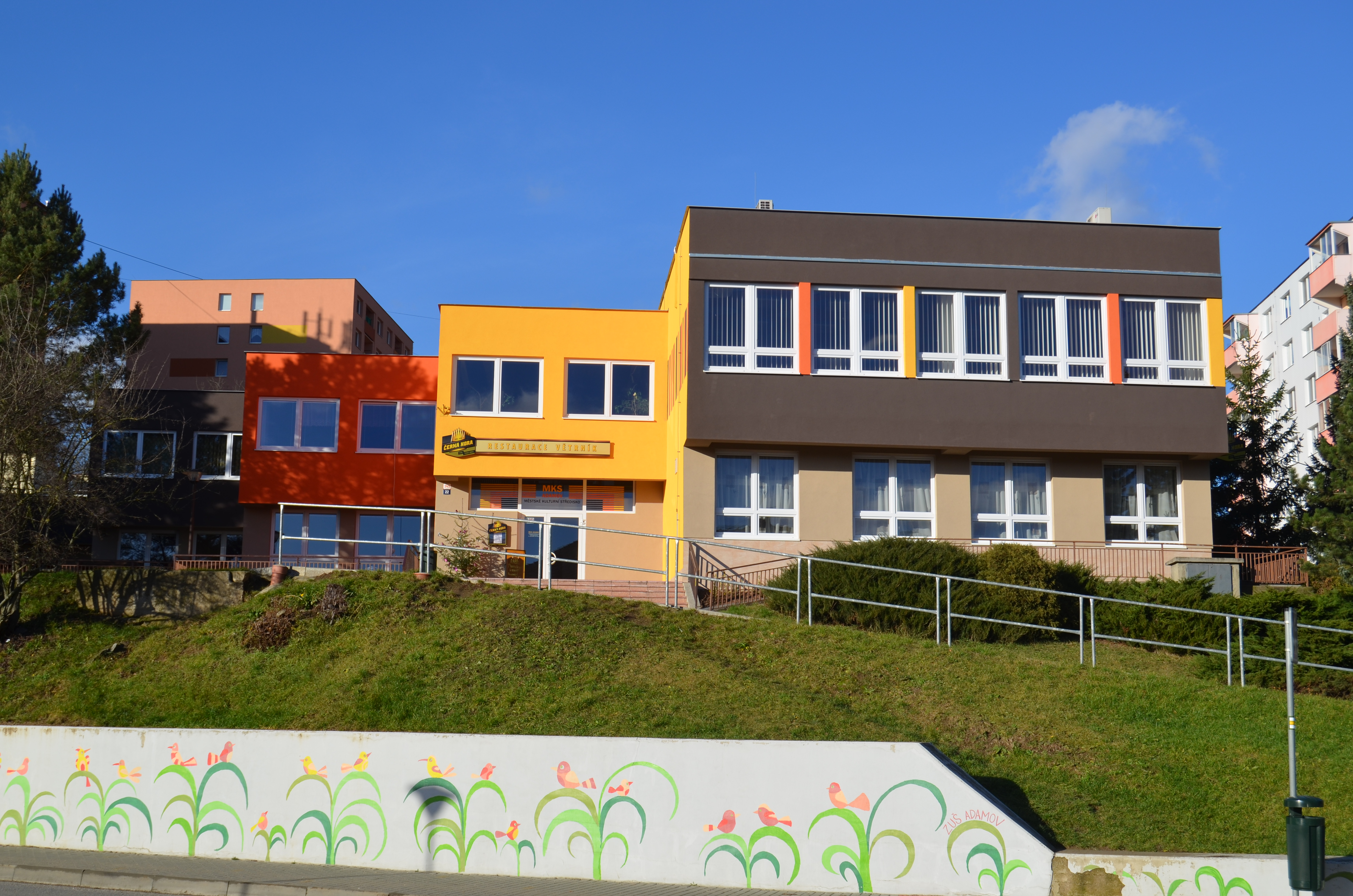
Budova Městského kulturního střediska v Adamově po rekonstrukci

Za doložitelný počátek rozvoje kultury v Adamově lze označit rok 1863, ve kterém vznikl Čtenářský spolek. Tento spolek pěstoval mezi svými členy především čtení české literatury a novin, a tím šířil české uvědomění. Mezi další spolky patřil například Sokol, který vznikl v roce 1890, či Dělnická tělocvičná jednota založená roku 1905. Tyto spolky započaly rozvíjet kromě sportů také amatérské divadlo.
Roku 1931 bylo v Adamově založeno Pěvecké sdružení Hlahol, které navázalo na volné sdružení Pěvecký kroužek Moravan.
Masivní rozvoj kultury nastal po druhé světové válce, v roce 1952, kdy byl v Adamovských strojírnách založen Závodní klub. Pod jeho patronací začaly vznikat různé kroužky, které se podílely na rozvoji kulturního života v Adamově. Mezi nejaktivnější patřil historicko-vlastivědný kroužek, který vydával v letech 1957–1972 vlastní časopis, dále filmový, estrádní apod. K utlumení kulturní činnosti došlo po zániku Závodního klubu v 90. letech.
Od roku 1993 v Adamově působí příspěvková organizace Městské kulturní středisko, pod kterým se koná převážná část kulturních akcí v Adamově. S tím jí pomáhá několik dalších organizacích jako například Městský klub mládeže či různé městské výbory, spolky a kroužky.

## Sport

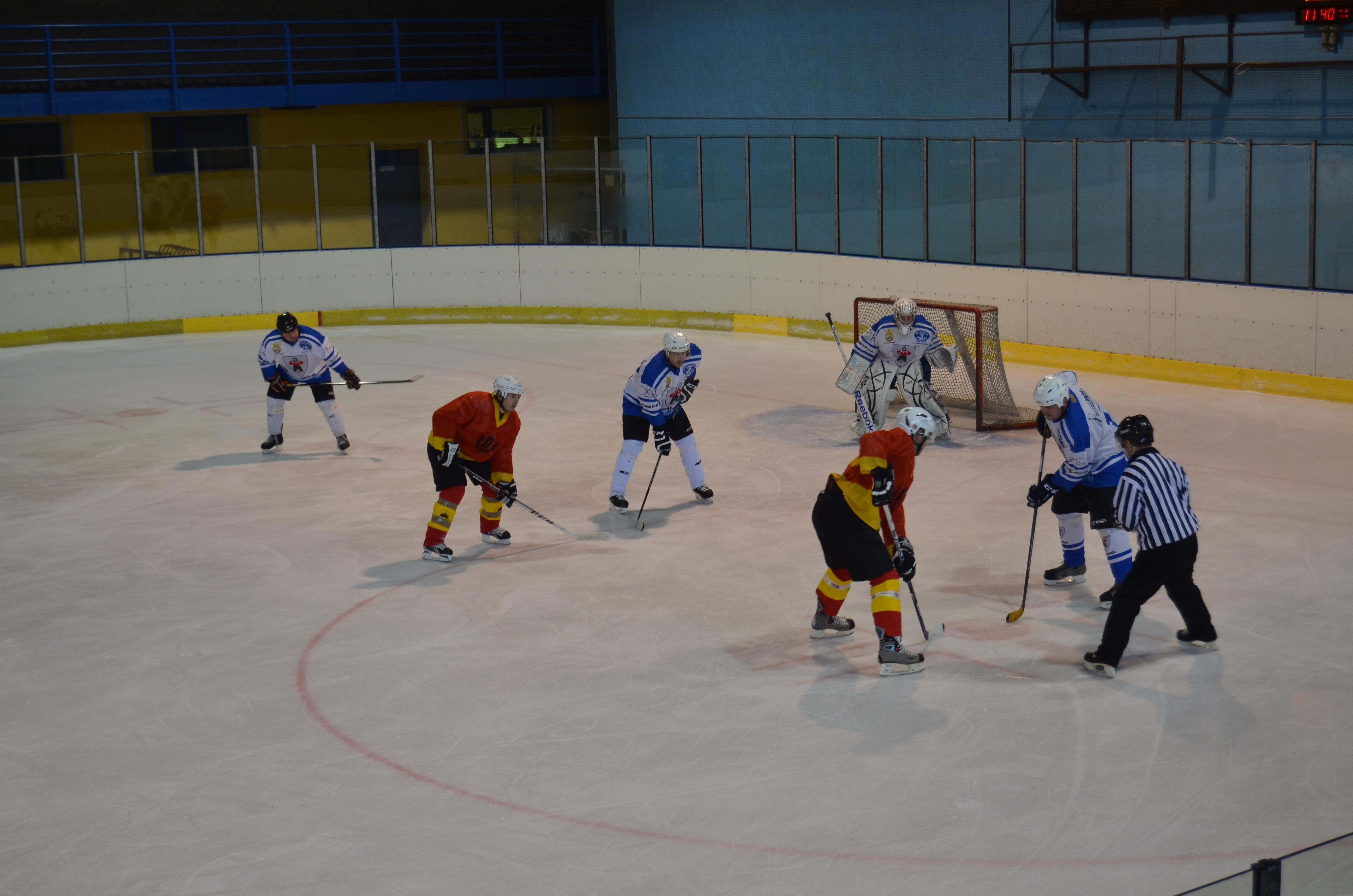
TJ Spartak Adamov v domácím zápase okresního přeboru s týmem TJ Sokol Černá Hora na zimním stadionu v Blansku

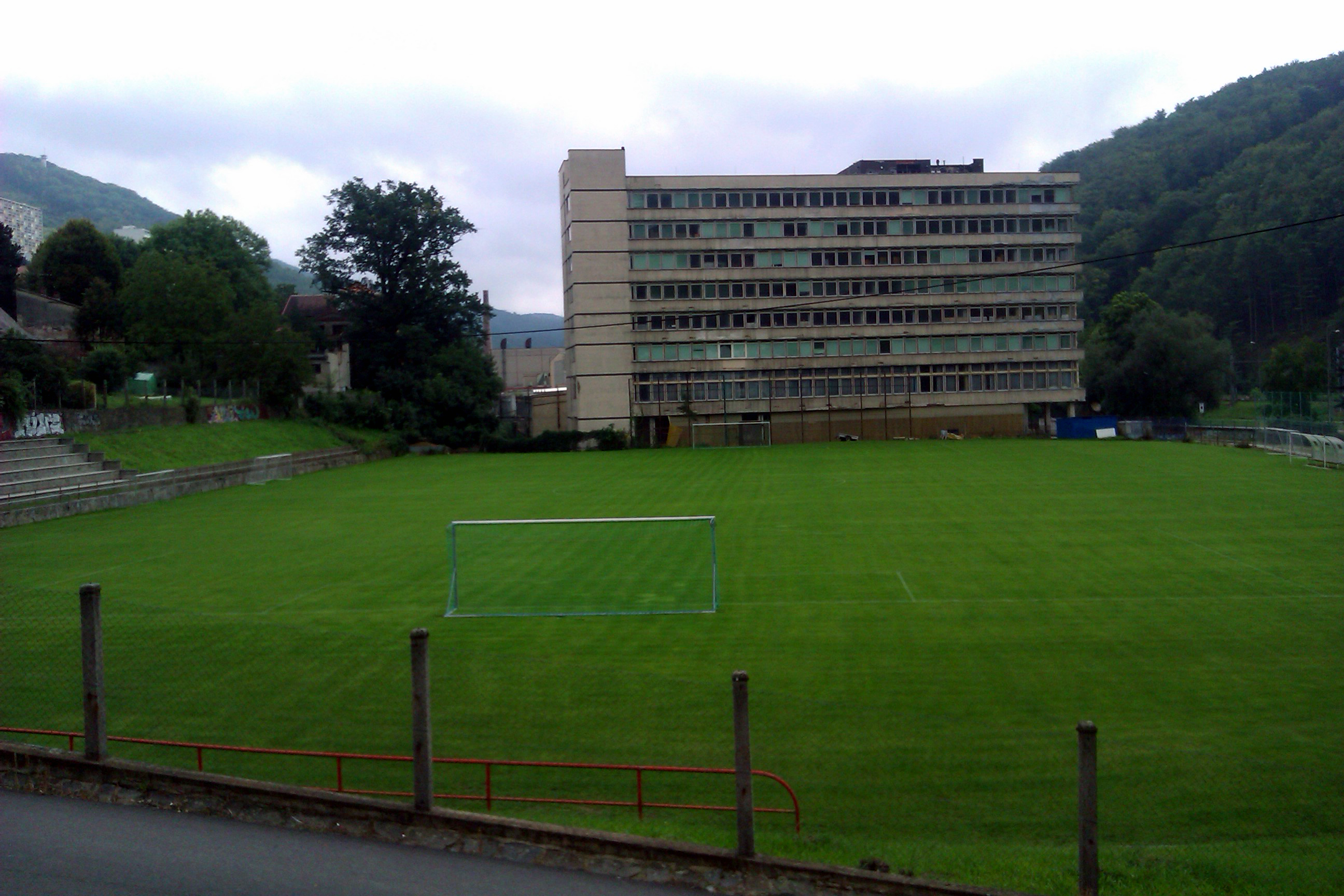
Fotbalový stadion Jindřicha Svobody v Adamově

Historie organizované tělovýchovy a sportu se v Adamově začala psát po založení Sokola v roce 1890 a Dělnické tělocvičné jednoty v roce 1905. Tyto dva spolky především pěstovaly cvičení, výlety do okolí a různé sporty jako běh na lyžích, volejbal apod.
V roce 1930 byl založen fotbalový klub SK Adamov. Tento klub existuje se střídavými výsledky až dodnes. Na adamovském fotbalovém hřišti s fotbalem začínal také na konci 60. let český fotbalový reprezentant Jindřich Svoboda, střelec zlatého gólu na Olympijských hrách 1980. Místní stadion po něm nese název a v roce 2014 mu bylo uděleno čestné občanství Adamova.
Po druhé světové válce se sport sdružoval pod hlavičkou Tělovýchovné jednoty (TJ). Zde působily kluby ledního hokeje, který vznikl snad na přelomu 40. a 50. let, házené působící od roku 1957, lyžařský od 50. let a vytrvalostního běhu vzniklého v 70. letech. Zmíněné kluby postupem času zanikly. Ty, které dodnes působí, jsou kluby fotbalový (TJ Spartak Adamov), orientačního běhu (založen 1977), stolního tenisu (počátky v 50. letech), šachů (založen 1978) a tenisový (založen 1972). Mezi nově vzniklé kluby se řadí florbalový, cyklisticko-všestranný, oddíl juda, šipkový klub a oddíl petanque.

## Pamětihodnosti

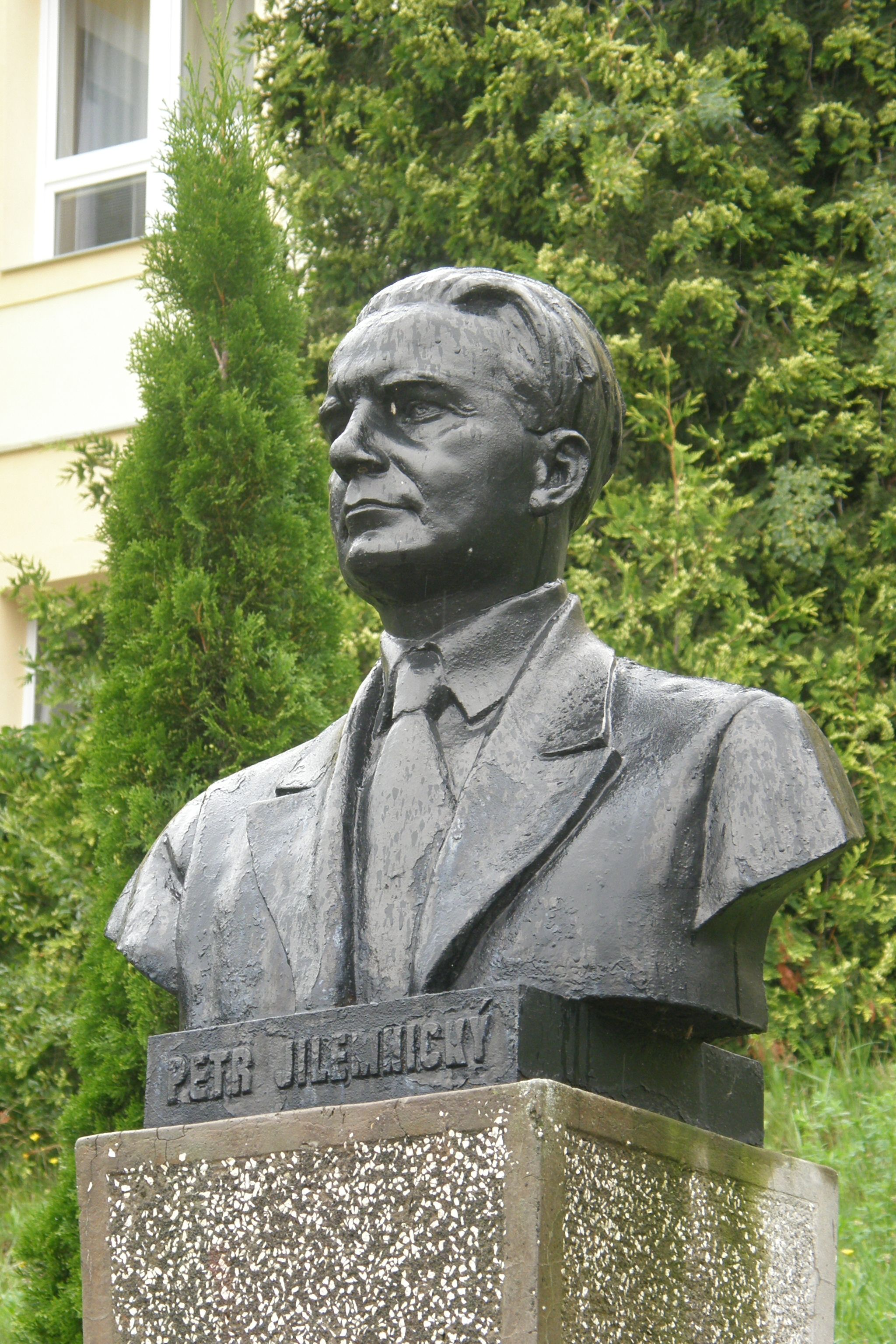
Busta Petera Jilemnického

### Z města

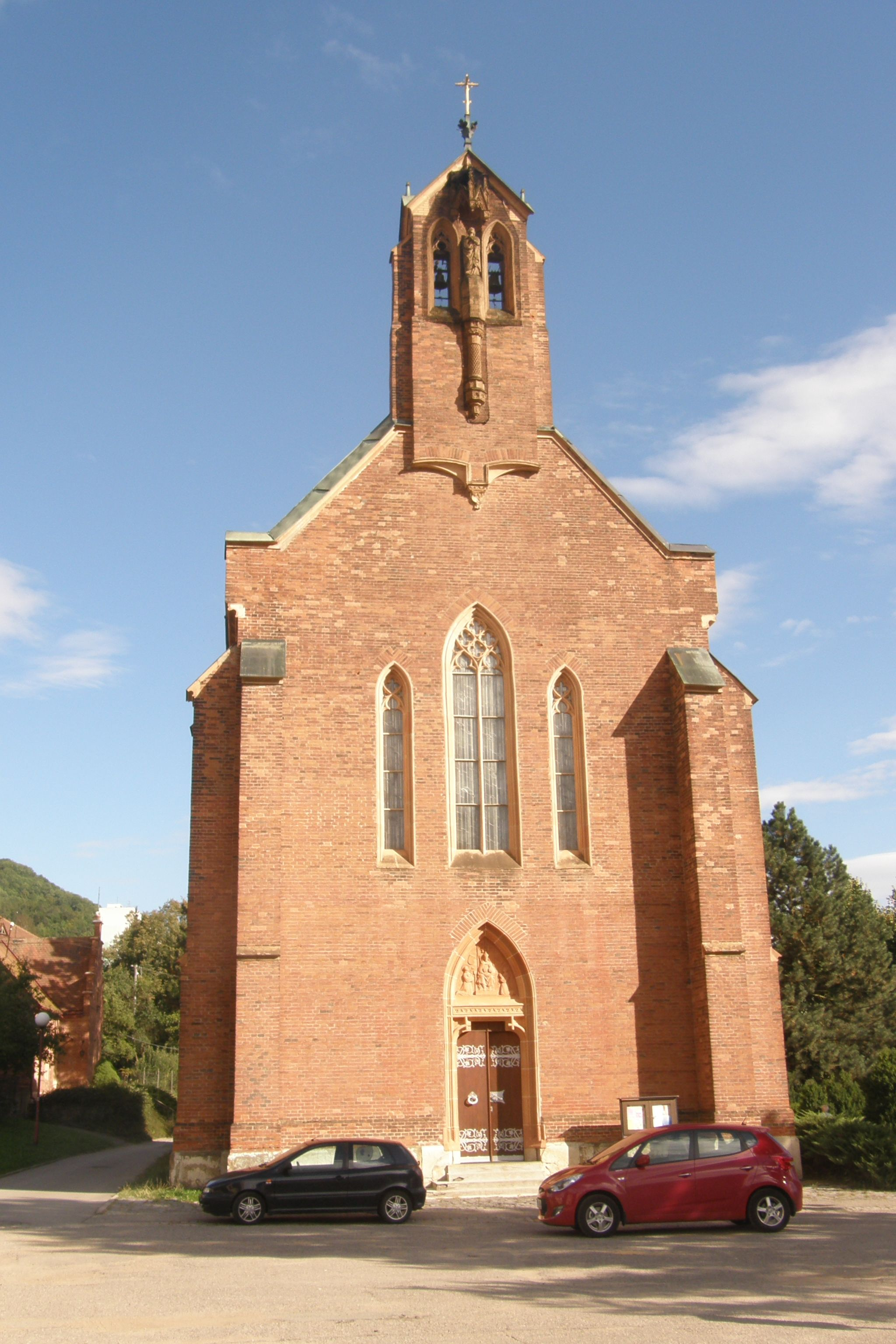
Kostel svaté Barbory

Mezi nejstarší stavby ve městě patří zámek, dokončený roku 1809. Ten si zde nechal zbudovat lichtenštejnský kníže Jan I. z Lichtenštejna knížecím stavitelem Josefem Hardtmuthem. Zámek od druhé poloviny 20. století, kdy došlo k masivní výstavbě průmyslových objektů, obklopují výrobní haly bývalé adamovské strojírny a samotná stavba je využívána jako průmyslový objekt.
Alois II. z Lichtenštejna, syn zmíněného Johanna, v Adamově roku 1857 nechal zbudovat kostel, který byl zasvěcen svaté Barboře, patronce horníků. Kostelu taktéž věnoval zakoupený oltář, pocházející ze Zwettlu (Dolní Rakousko). Jde o unikátní pozdně gotický soubor figurálních plastik z počátku 16. století. Kromě kostela byla také zbudována fara, hřbitov (tyto společně s kostelem vyhlášeny jako kulturní památky) a budova školy.
Z počátku století taktéž pochází tzv. Skalní sklep, lidově Skalák (německy Felsenkeller). Budova vyrostla na původním místě bývalé hospody stejného názvu. V období první republiky fungoval jako restaurace a hotel, kterého hojně využívali úředníci ze strojíren k ubytování. Nájemci byli bratři Ducháčkové. Od roku 2012 probíhá jeho rekonstrukce.
Ve městě se také nachází tři busty významných osobností. Tou nejstarší je busta Bedřicha Smetany od akademického sochaře Jana Třísky na Smetanově náměstí. Tato byla slavnostně odhalena 23. května 1937. O dva roky později byla odhalena bez slavnostního aktu busta Tomáše Garrigua Masaryka. Ta je nyní umístěna před základní školou na ulici Komenského. Busta Petera Jilemnického před základní školou na ulici Ronovská byla slavnostně odhalena 10. listopadu 1963.
V zátiší nedaleko kostela svaté Barbory se nachází socha Rudoarmějce, který byl v Adamově slavnostně odhalen 10. června 1951. Zátiší dotváří památník padlých adamovských občanů ve světové válce a zaměstnanců strojírny popravených v období nacistické okupace.

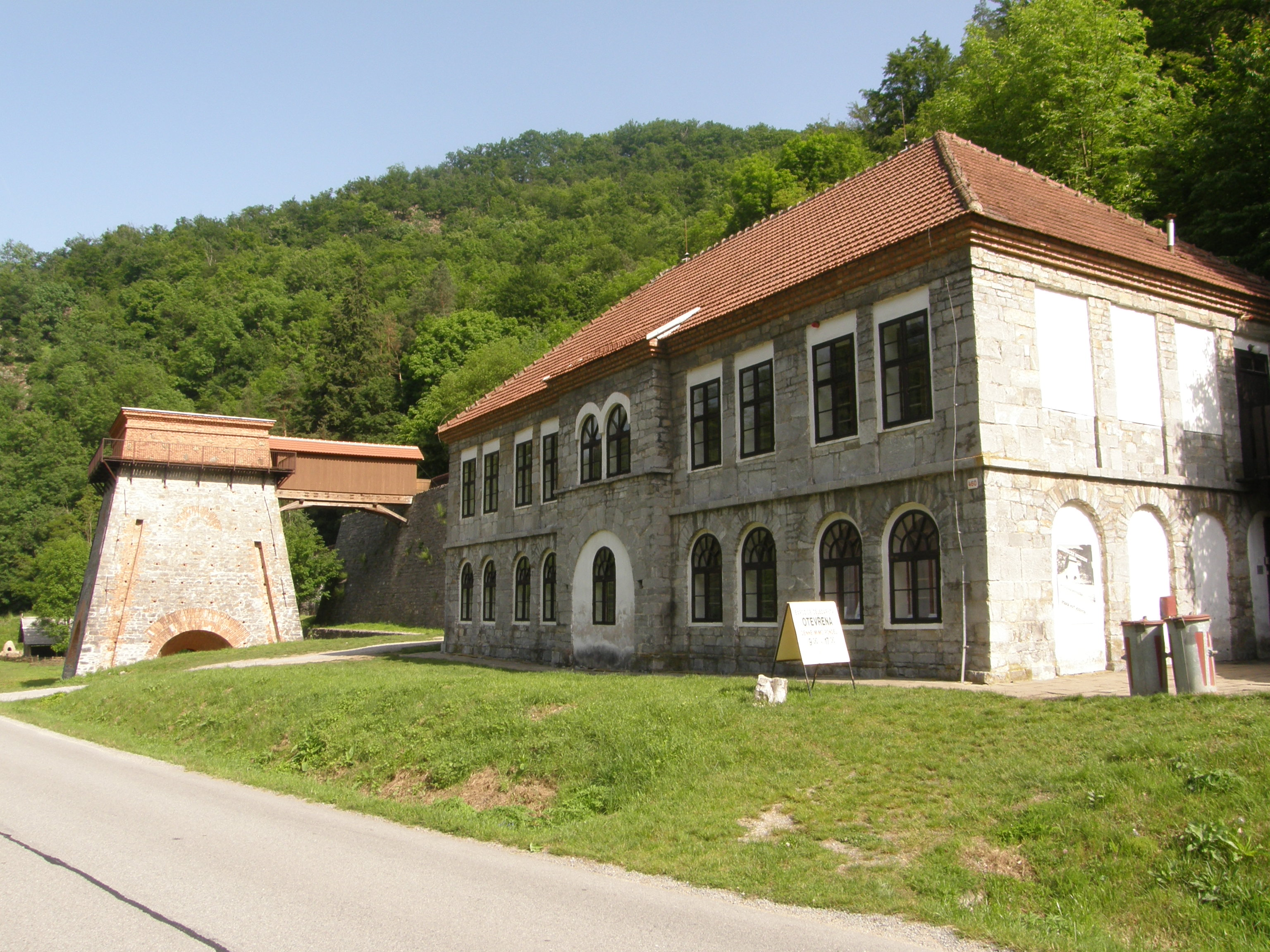
Huť Františka s muzeem

### Z okolí

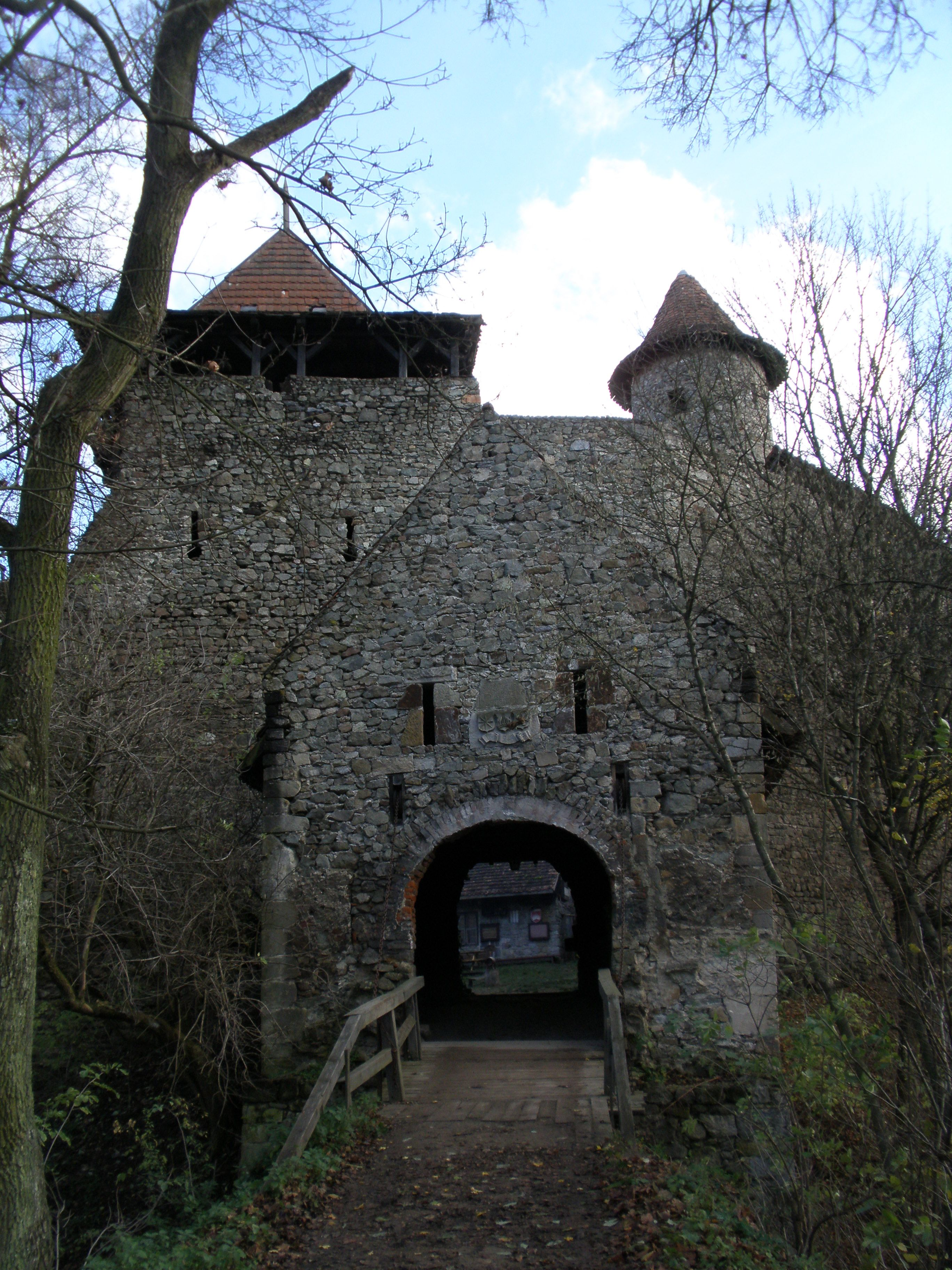
Vstupní brána Nového hradu

Adamov leží na západní hranici CHKO Moravský kras, přičemž tedy může působit jako výchozí bod střední části této oblasti. Díky krasovému charakteru Moravského krasu se může okolí města pochlubit s celou řadou jeskyní, mezi nejznámější pak patří například Býčí skála, v níž v roce 1872 archeolog Jindřich Wankel nalezl známou plastiku bronzového býčka, dále Jáchymka, Sobolova jeskyně, Kostelík, Výpustek, Jestřábka, Drátenická jeskyně, jeskyně Vokounka a Nad Švýcárnou. Na celém území Moravského krasu se celkem nachází přes 1 600 jeskyní.
Hrady, které se nacházejí v hustých adamovských lesích, jsou Nový hrad, společně se zbytky původní fortifikace nazývané Starý hrad, Ronov zaniklý na počátku 15. století a Hrádek u Babic v Křtinském údolí.

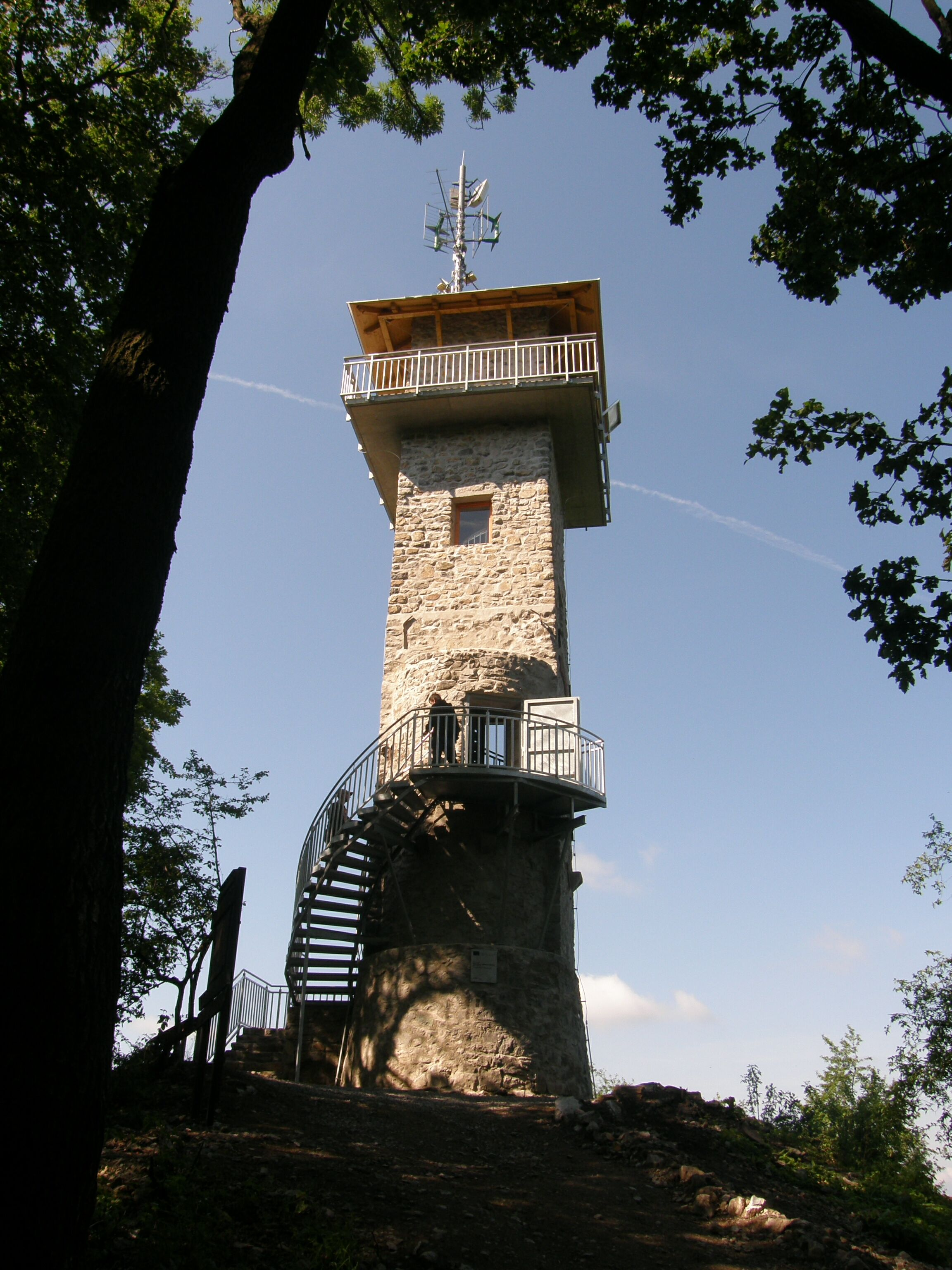
Alexandrova rozhledna

Mezi pozůstatky po těžbě železné rudy v okolních lesích patří, kromě několika pozůstatků po důlních mírách, také tzv. Stará huť z poloviny 18. století, která byla roku 1971 vyhlášena kulturní památkou.
V nedalekém Vranově se nachází poutní kostel Narození Panny Marie s hrobkou rodu Lichtenštejnů a ve Křtinách kostel Jména Panny Marie.
Na konci 19. století postavená kamenná Alexandrova rozhledna tyčící se nad svitavským údolím je dominantou města, přestože se nachází v lesích na okraji katastru sousední obce Babice nad Svitavou.
V adamovských lesích tvoří unikátní řada pamětních desek i větších pomníků (např. Máchův památník) a kamenných portálů studánek tzv. Lesnický Slavín. Tento již vzniká od roku 1929, kdy došlo k jeho založení.
V okolních lesích je také vyhlášeno několik přírodních rezervací – Dřínová, Jelení skok, Coufavá – a národní přírodní rezervace Býčí skála.

## Osobnosti

### Rodáci
- Harald Bauer (1901–1990) – architekt, působící převážně ve Vídni
- Paul Heider (1868–1936) – kněz a řeholník, velmistr Řádu německých rytířů
- Zdeněk Kroupa (1922–1999) – operní zpěvák, působil v Brně, později žil v Rakousku. Čestný občan Adamova.
- Emanuel Zahradníček (1908–1933) – student a jedna z prvních obětí nacismu v Československu

### Další
- Rudolf Barák (1915–1995) – komunistický politik, ministr vnitra. Pracoval v Adamovských strojírnách.
- Jaroslav Bernášek (1951) – politik, bývalý poslanec a adamovský starosta
- Alois Buchta (1885–1944) – starosta Sokola Soběšice v letech 1917–1918, člen obecní samosprávy v Soběšicích, nacistická oběť
- Jan Fibich (1819–1882) – otec hudebního skladatele Zdeňka Fibicha, v Adamově žil na odpočinku, je zde taktéž pohřben
- Anna Hübnerová (1860–1891) – populární herečka prvního českého divadla v Brně. Je pochována v Adamově.
- Vatroslav Jagić (1838–1923) – chorvatský slavista, nějakou dobu strávil v Adamově a roku 1897 zde započal psát svoje paměti
- Peter Jilemnický (1901–1949) – spisovatel, který v Adamově pobýval v letech 1928–1929 společně se svojí manželkou Růženou. V Adamově byla vystavěna jeho busta a pojmenovaná ulice v nové výstavbě.
- Johann Victor Krämer (1861–1949) – malíř
- Josef Štěpán Maleček (1890–1983) – akademický malíř, svou tvorbou se vracel do Adamova, Moravského krasu a Brna
- Karel Marek (1949) – právník a vysokoškolský pedagog, zabývající se zejména občanským a obchodním právem
- František Xaver Naske (1884–1959) – akademický malíř a grafik, manžel herečky Růženy Naskové, svá školní léta prožil v Adamově
- Sára Nová (* 1984), zpěvačka, kytaristka a autorka optimistických písní
- Jan Novotný (1913–?) – politik, poslanec Národního shromáždění ČSR a předseda MěNV v Adamově
- František Pokorný (1902–1972) – výtvarník
- Leonid Pribytkov (1895–1971) – operní pěvec ruského původu, v letech 1925–1952 člen opery Národního divadla Brno. Je zde též pohřben.
- Tomáš Prnka (1926–2013) – duchovní na adamovské faře v letech 1966–1973
- Jakub Rozmahel (1885–1962), kněz a spisovatel, působil v Adamově
- Robert Schoeller (1873–1950) – obchodník v cukrárenském průmyslu
- Antonín Schumann (1868–1936) – malíř samouk, zachytil na svých obrazech soudobý Adamov. Působil zde od roku 1910 až do smrti.
- Theodor Slouka (1884–1944) – učitel, za druhé světové války působil v odboji, byl umučen v káznici
- Jindřich Svoboda (1952) – fotbalista, mistr republiky 1978 a olympijský vítěz 1980